# Bananska republika
Bananska republika (tudi banana republika) je slabšalna oznaka za politično nestabilno državo, ki je ekonomsko odvisna od poljedelske monokulture in ji vlada majhna, bogata in korumpirana politična elita.
Izraz je leta 1904 prvič uporabil ameriški pisatelj O. Henry v knjigi kratkih zgodb Cabbages and Kings, ki je nastala na podlagi izkušenj iz njegovega življenja v Hondurasu v letih 1896-97.